# Leonardo Bonanno
Leonardo Antonio Paolo Bonanno (San Giovanni in Fiore, 18 ottobre 1947) è un vescovo cattolico italiano, dal 10 dicembre 2022 vescovo emerito di San Marco Argentano-Scalea.

## Biografia
Nasce a San Giovanni in Fiore, in provincia ed arcidiocesi di Cosenza, il 18 ottobre 1947.

### Formazione e ministero sacerdotale
Frequenta il Pontificio seminario regionale San Pio X di Catanzaro.
Il 27 giugno 1971 è ordinato presbitero dall'arcivescovo Domenico Picchinenna.
Si laurea quindi in filosofia presso l'Università della Calabria e consegue il dottorato in Diritto canonico presso Pontificia Università Lateranense.
Svolge inizialmente il suo mandato pastorale presso alcune parrocchie di Cosenza e insegna religione cattolica presso alcuni istituti superiori. Nominato vice-rettore del seminario diocesano, è poi rettore del seminario teologico Redemptoris Custos dell'arcidiocesi di Cosenza-Bisignano. Nel 2001 è nominato cappellano di Sua Santità e nel 2003 canonico della cattedrale.
Dal 2006 ricopre l'ufficio di vicario generale dell'arcidiocesi. Opera inoltre come giudice presso il tribunale ecclesiastico della sua regione.
Ha scritto saggi dedicati ai sinodi diocesani e alla storia del movimento cattolico nel Sud Italia.

### Ministero episcopale
Il 7 gennaio 2011 papa Benedetto XVI lo nomina vescovo di San Marco Argentano-Scalea; succede a Domenico Crusco, dimessosi per raggiunti limiti di età. Il 25 marzo successivo riceve l'ordinazione episcopale, nella cattedrale di Cosenza, dall'arcivescovo Salvatore Nunnari, co-consacranti l'arcivescovo Vittorio Luigi Mondello e il vescovo Domenico Crusco. Il 2 aprile prende possesso della diocesi.
È delegato per il sovvenire e delegato per la famiglia e la vita della Conferenza episcopale calabra.
Il 10 dicembre 2022 papa Francesco accoglie la sua rinuncia, presentata per raggiunti limiti d'età, al governo pastorale della diocesi di San Marco Argentano-Scalea; gli succede Stefano Rega, del clero di Aversa. Rimane amministratore apostolico della diocesi fino all'ingresso del successore, avvenuto il 4 marzo 2023.

## Genealogia episcopale
La genealogia episcopale è:
- Cardinale Scipione Rebiba
- Cardinale Giulio Antonio Santori
- Cardinale Girolamo Bernerio, O.P.
- Arcivescovo Galeazzo Sanvitale
- Cardinale Ludovico Ludovisi
- Cardinale Luigi Caetani
- Cardinale Ulderico Carpegna
- Cardinale Paluzzo Paluzzi Altieri degli Albertoni
- Papa Benedetto XIII
- Papa Benedetto XIV
- Papa Clemente XIII
- Cardinale Marcantonio Colonna
- Cardinale Giacinto Sigismondo Gerdil, B.
- Cardinale Giulio Maria della Somaglia
- Cardinale Carlo Odescalchi, S.I.
- Cardinale Costantino Patrizi Naro
- Cardinale Lucido Maria Parocchi
- Papa Pio X
- Cardinale Gaetano De Lai
- Cardinale Raffaele Carlo Rossi, O.C.D.
- Cardinale Amleto Giovanni Cicognani
- Cardinale Salvatore Pappalardo
- Arcivescovo Vittorio Luigi Mondello
- Arcivescovo Salvatore Nunnari
- Vescovo Leonardo Bonanno